# Tricyphona protea
Tricyphona (Tricyphona) protea là một loài ruồi trong họ Pediciidae. Chúng phân bố ở vùng sinh thái Nearctic.